# Herberto Helder
Herberto Helder de Oliveira (Funchal, Madeira, 23 de novembre de 1930 - Cascais, 23 de març de 2015) fou un poeta portugués.

## Biografia
Estudià a Coimbra Dret i Filosofia i Lletres, sense acabar cap de les dues carreres. A Lisboa, en diverses etapes de la seua vida, treballà de periodista, bibliotecari, traductor i presentador de programes de ràdio. Va ser un dels col·laboradors de la revista Pirâmide (1959-1960). La seua autobiografia, Apresentação do Rosto (1968), fou censurada pel règim de Salazar. El 1970 viatjà per Espanya, França, Bèlgica, els Països Baixos i Dinamarca, realitzant treballs sense cap relació amb la literatura, i el 1971, a Angola, treballà per a una revista de Luanda fent reportatges de guerra, i va haver de ser hospitalitzat durant tres mesos per un accident greu. El 1973 se n'anà als Estats Units, i el 1975 visqué uns mesos a França i a Anglaterra. De nou a Lisboa, el 1976 participà en l'edició de la revistaNov. El seu capteniment, propi d'un misàntrop, refusant-se a acceptar premis i a concedir entrevistes, envoltà la seua figura d'una aura de misteri; el 1994 se li atorgà el premi Pessoa, i el va rebutjar. Es casà dues vegades, amb Maria Ludovina Dourado Pimentel, de qui tingué una filla, i amb Olga da Conceição Ferreira Lima; amb Isabel Figueiredo tingué un fill, el periodista Daniel Oliveira.

## Trajectòria literària
En els seus inicis cultivà un surrealisme tardà, a partir del qual «la seua veu va assolir un caràcter molt personal, experimentalista, on la desarticulació del discurs es defineix a través d'un procés combinatori, altament cerebral, de reiteració de mots i expressions». El 1964 confegí amb António Argão el 1º Caderno antológico de Poesia Experimental, publicat als «Cadernos de hoje», que marcà un període històric en la poesia portuguesa. En Poesia toda (1973, actualitzat diverses vegades: 1981, 1990, 1996, i amb altres títols el 2009 i el 2014) feu una antologia personal dels seus llibres anteriors, depurats durant anys, i en suprimí alguns en les successives reedicions. La crítica ha relacionat el seu llenguatge poètic amb l'alquímia, la mística, la mitologia edípica i la imatge materna, i l'ha considerat un dels poetes més originals en llengua portuguesa, el més gran de la segona meitat del segle xx.

## Obres

### Poesia
- Poesia – O Amor em Visita, 1958
- A Colher na Boca, 1961
- Poemacto, 1961
- Lugar, 1962
- Electrònicolírica, 1964
- Húmus: poema-montagem, 1967
- Retrato em Movimento, 1967
- Ofício Cantante: 1953-1963, 1967
- O Bebedor Nocturno, 1968
- Vocação Animal, 1971
- Poesia Toda (1r vol. de 1953 a 1966; 2n vol. de 1963 a 1971), 1973
- Cobra, 1977
- O Corpo o Luxo a Obra, 1978
- Photomaton & Vox, 1979
- Flash, 1980
- A Plenos Pulmões, 1981
- Poesia Toda 1953-1980, 1981
- A Cabeça entre as Mãos, 1982
- As Magias, 1987
- Última Ciência, 1988
- Poesia Toda, 1990
- Do Mundo, 1994
- Poesia Toda, 1996
- Fonte, 1998
- Ou o poema contínuo: súmula, 2001
- Ou o poema contínuo, 2004
- Ofício Cantante - Poesia Completa, 2009
- Servidões, 2013
- A Morte Sem Mestre, 2014
- Poemas Completos'’, 2014
- Poemas canhotos (2015, pòstum)

### Prosa
- Os Passos em Volta, 1963
- Apresentação do Rosto, 1968
- A Faca Não Corta o Fogo, 2008

### Traduccions
- Ouolof: poemas mudados para português, 1997
- Poemas Ameríndios: poemas mudados para português, 1997
- Doze Nós Numa Corda: poemas mudados para português, 1997

## Obra traduïda al català
- Photomaton & Vox / Flash / El cap entre les mans (traducció de Vimala Devi), València: Gregal Llibres, 1988 ISBN 8475753132
- Última ciència (traducció d'Arnau Pons), Lleida: Pagès editors, 2000 ISBN 9788479357191
- Passos al voltant (traducció de Víctor Martínez-Gil), Lleida: Pagès, 2011.